# 미셸 베로프
미셸 베로프(Michel Béroff, 1950년 5월 9일 - )는 프랑스의 피아니스트이다.
프랑스 에피날에서 태어났다. 낭시 음악원(프랑수아 코레에게서 배움), 파리 음악원(피에르 상캉에게서 배움)을 졸업했다. 이본 로리오에게서 배웠으며 1967년 올리비에 메시앙 국제 피아노 콩쿠르에서 1위를 하였다. 메시앙, 드뷔시, 프로코피예프, 바르토크, 슈만을 주로 연주했다. 어려서부터 바르토그와 친했으며 11세에 메시앙을 만난 이후 그에게 영향을 받았다. 자신이 작곡한 <아기 예수를 바라보는 20개의 눈매>의 연주에 감명을 받은 메시앙의 권유로 파리 음악원에 입학, 상캉 외에 메시앙 부인과 롤리오에 사사했다. 1970년 파리에서 메시앙의 <아기 예수를 바라보는 20개의 눈매>를 초연한 이래 25년 만에 전곡 재연한 것으로 국제적인 주목을 받은 이후 유럽과 미국 등지에서 큰 성공을 거두었다. 그의 연주에서 특히 주목할 만한 것은 현대 작품에 대한 극히 자연스러운 접근과 고전 및 근대 작품에의 유연한 적응성인데, 이러한 현대적인 감각은 그만의 특성이라고 할 수 있다.